# Alexander Os
Alexander Os, född 21 januari 1980, i Fauske i Nordland fylke är en norsk skidskytt, tävlande för Ishavslaget i Tromsø.
Vänsterskytten Os har tävlat i världscupen sedan säsongen 2004/2005. Han har en andraplats från en sprinttävling i Lahtis säsongen 2006/2007. Han kom dessutom tvåa i säsongens första världscuptävling i Östersund 2008/2009. Han tog guld i mixedstafett i Pyongyang 2008. 
Vid VM 2009 var han fyra på sprinten, och tog sin första individuella VM-medalj när han blev trea på den efterföljande jaktstarten.
Os vann stafetten i Hochfilzen den 12 december 2010 tillsammans med Ole Einar Bjørndalen, Emil Hegle Svendsen och Tarjei Bø. I samma lagsuppställning tog han sedan guld vid VM 2011 i Chanty-Mansijsk.
Os blev Europamästare på normaldistansen i Langdorf-Arbersee i Tyskland 2006. Hans bästa placering i ett junior-VM är en 23:e plats på jaktstarten 2002.